# Space Quest III
Space Quest III, plným názvem Space Quest III: The Pirates of Pestulon je počítačová hra z roku 1989 vyvinutá a vydaná americkou společností Sierra On-Line. Stejně jako v případě prvního a druhého dílu jde o sci-fi adventuru s prvky humoru a parodie autorské dvojice Scott Murphy a Mark Crowe (známé jako „dva chlápci z Andromedy“) a zároveň o třetí díl série Space Quest.
Hra byla vyvořená na modernějším herním enginu Sierra Creative Interpreter (SCI), zatímco předchozí díly těžily ze staršího Adventure Game Interpreter (AGI). Textové rozhraní pro interakci s hráčem (tzv. parser) zůstalo zachováno, EGA grafika taktéž.
V roce 2023 vyšel fanouškovský remake zhotovený skupinou TurboChimp a nazvaný Space Quest 3D. Je v 3D grafice a kompletně namluvený.

## Příběh
Únikový modul hrdinského uklízeče Rogera Wilca z planety Xenon je zachycen velkou popelářskou lodí. Prvním úkolem je probrat všelijaké haraburdí uvnitř, zprovoznit starou kosmickou loď a dostat se z útrob vesmírného vysavače. Jakmile je Roger volný, zjistí, že po něm jde kvůli dosud neuhrazené platbě Arnoid the Annihilator (terminátor podobný Arnoldu Schwarzeneggerovi). A to není zdaleka jediná komplikace na pouti galaxií, na jejímž konci je zachrána dvou programátorů („dva chlápci z Andromedy“) unesených videoherní firmou ScumSoft. Série tak může pokračovat...

## Kulturní reference

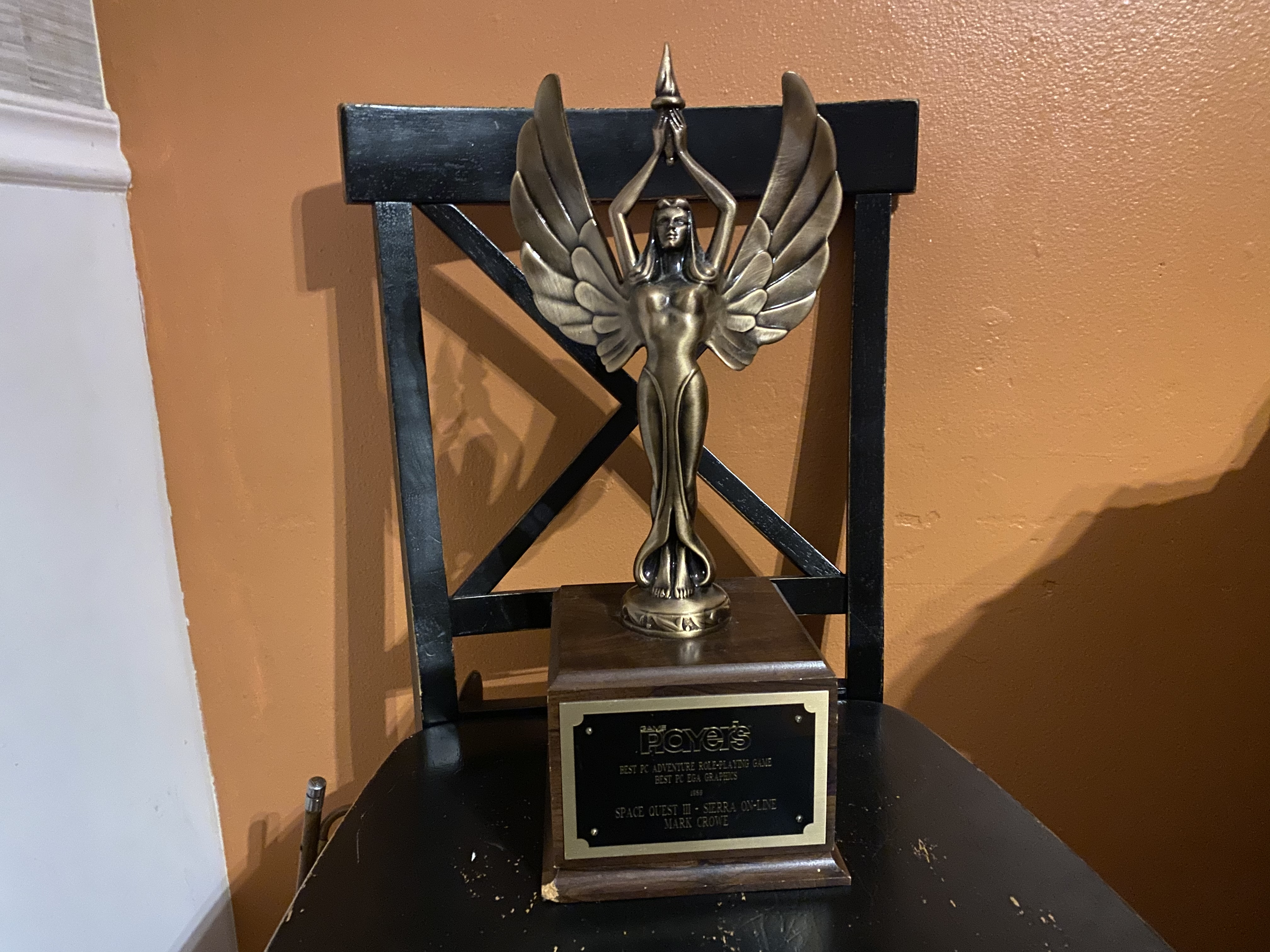
Cena časopisu Game Player's PC Strategy Guide za rok 1989 v kategoriích „Best PC Adventure Role-Playing Game“ a „Best PC EGA Graphics“ pro Space Quest III.

Hra je plná odkazů na různá filmová, literární a jiná díla. Již v několika prvních lokacích je k vidění TIE fighter ze Star Wars, létající talíř Jupiter 2 z amerického seriálu Lost in Space, EVA modul z filmu 2001: Vesmírná odysea, raketa od Acme Corporation (fiktivní firma známá mj. z krátkometrážních animovaných komedií Kojot Vilda a Pták Uličník), gigantická hlava Transformera; později Rogera pronásleduje terminátor Arnoid the Annihilator apod.